# Новокиївка (Скадовський район)
Новоки́ївка — село в Україні, у Каланчацькій селищній громаді Скадовського району Херсонської області. Населення становить 1814 осіб.

## Історія
Станом на 1886 рік в селі Каланчацької волості Дніпровського повіту Таврійської губернії мешкало 1500 осіб, налічувалось 234 двори.
Під час організованого радянською владою Голодомору 1932—1933 років помер щонайменше 1 житель села.
13 грудня 2014 року у селі невстановленими особами було повалено пам'ятник Леніну.
17 липня 2020 року, в результаті адміністративно-територіальної реформи та ліквідації Каланчацького району, село увійшло до складу Скадовського району.
24 лютого 2022 року село тимчасово окуповане російськими військами під час російсько-української війни.

## Населення
Згідно з переписом УРСР 1989 року чисельність наявного населення села становила 1771 особа, з яких 842 чоловіки та 929 жінок.
За переписом населення України 2001 року в селі мешкали 1792 особи.

### Мова
Розподіл населення за рідною мовою за даними перепису 2001 року:
| Мова       | Відсоток |
| ---------- | -------- |
| українська | 93,66 %  |
| російська  | 5,51 %   |
| білоруська | 0,17 %   |
| молдовська | 0,11 %   |
| інші       | 0,55 %   |

## Відомі уродженці
- Рудницький Григорій Андрійович (нар. 1936) — кримський літературознавець, краєзнавець, спортивний журналіст, шашковий композитор, енциклопедист.